# No More Dream
«No More Dream» — дебютный сингл южнокорейского бой-бэнда BTS, выпущенный 13 июня 2013 года на лейбле Big Hit.

## Выпуск и продвижение
6 июня 2013 года, на официальном канале лейбла Big Hit Entertainment вышел первый тизер для предстоящего видеоклипа. Тизер продолжительностью в минуту показывает, как участники группы, одетые в одежду в стиле хип-хоп, пишут на доске в пустом классе. В тизере также показали каждого участника группы. Второй тизер был выпущен 10 июня, в нём была продемонстрирована хореография песни, а также отрывок с рэпом Ким Намджуна.

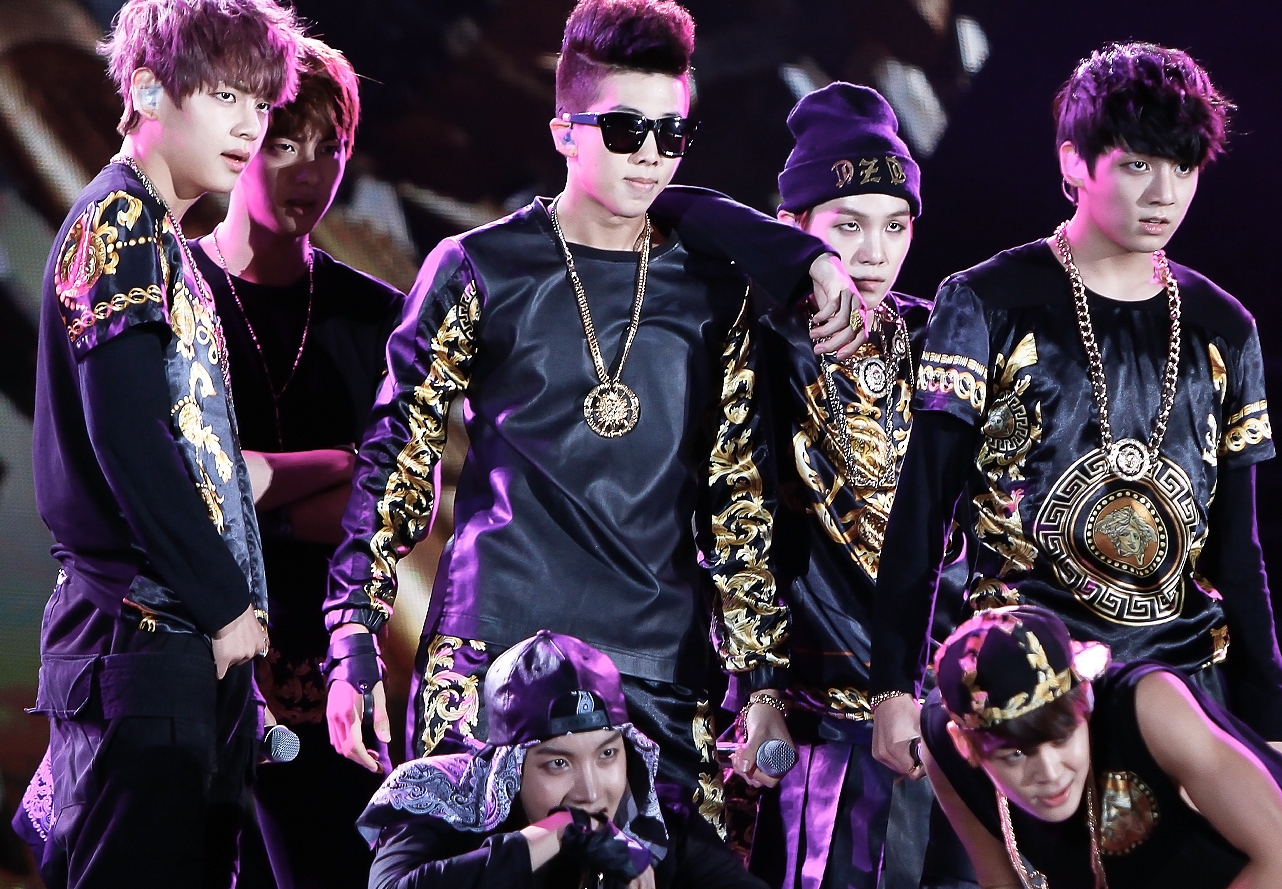
BTS выступают на Корейской музыкальной волне в Инчхоне, сентябрь 2013 года

В день выхода клипа, 13 июня, бой-бэнд провёл пресс-конференцию и дебютный шоукейс, исполнив «No More Dream» и еще один заглавный сингл «We Are Bulletproof Pt.2».13 июня они дебютировали на сцене, выступив на канале Mnet на шоу M Countdown, положивший начало их продвижению альбома в различных музыкальных программах Южной Кореи. Танцевальная версия «No More Dream» была опубликована 16 июня. Несмотря на то, что группа выступила на многих музыкальных шоу по стране, победу они так и не смогли одержать.
4 июня 2014 года, была выпущена японская версия сингла. В неё также вошла японская версия песни «Attack on Bangtan» из альбома O!RUL8,2? и специальный трек «いいね!».

### Варианты изданий
12 июня 2013 года «No More Dream» вошёл в CD-версию альбома 2 Cool 4 Skool. 4 июня 2014 года, вышла японская версия песни и её CD-версия. Всего есть три версии физической версии. Во все версии вошёл компакт диск с песнями и DVD с процессом создания музыкального видео и фотосессии для альбома.

## Жанр и тематика композиции
В написании «No More Dream» принимали 4 участника группы: Джонгук, J-Hope, Шуга и RM, а также продюсеры Big Hit Hitman Bang и Pdogg. Трек написана в жанре хип-хоп. В песне бой-бэнд поёт о необходимости «вырваться из-под ограничений общества для достижения своей мечты».

## Приём

### Реакция критиков
| Оценки критиков | Оценки критиков |
| Источник        | Оценка          |
| --------------- | --------------- |
| IZM             | [ 10 ]          |

Сухо Ли из корейского портала IZM написал отрицательную рецензию на трек. По его мнению, тексты в треке «только хвастаются силой без вдохновения» и отмечает, что они «должны стимулировать нервы, применяя рэп, смешанный с мастерством, а припев, который им не подходит, нужно как-то вставить». Он вспоминает немногочисленные коллаборации между корейскими артистами и рэперами, продвигая мысль того, что в этом «трудно найти точку различия». Рецензент, также упоминает вступительный басс в песне, говоря, что он напоминает трек Доктора Дре «Deep cover». В конце рецензии он подводит итог: «К позору нигде нет изображения золотой эры. Здесь только песенная сцена 2013 года».

### Коммерческий успех
«No More Dream» дебютировал в южнокорейском чарте Gaon Digtal и Download дебютировал на 124 и 84 соответственно с 23,237 продажами. В США сингл дебютировал под номером 14 в чарте Billboard World Digital Song Sales 29 июня. В 2020 году сингл также снова вошел в чарт, на второе месте с проданными дополнительно 1000 копий. По данным Billboard в стране было продано 45 000 копий трека.

## Список композиций
| №  | Название        | Автор(ы)                                           | Длительность |
| -- | --------------- | -------------------------------------------------- | ------------ |
| 1. | «No More Dream» | Pdogg Hitman Bang Рэп-Монстр Шуга Чонгук Джей-Хоуп | 3:42         |

| №                   | Название                            | Длительность |
| ------------------- | ----------------------------------- | ------------ |
| 1.                  | «No More Dream (Japanese Vers.)»    | 3:41         |
| 2.                  | «Attack on Bangtan (Japanese Ver.)» | 4:07         |
| 3.                  | «いいね!»                           | 3:53         |
| Общая длительность: | Общая длительность:                 | 11:41        |